# Raids ottomans sur la côte swahilie
Vous lisez un « bon article » labellisé en 2010.
Les raids ottomans sur la côte swahilie sont deux expéditions menées par le corsaire ottoman Mir Ali Bey (en) en 1585 et en 1589 contre les comptoirs portugais du Zanguebar, c'est-à-dire de la côte swahilie, en Afrique de l'Est.
Lors de son premier voyage, Mir Ali Bey parvient à provoquer le changement d'allégeance de la majorité des souverains musulmans de la côte qui acceptent de passer de la suzeraineté portugaise à celle des sultans ottomans. Les Portugais doivent faire venir une flotte de Goa, en Inde, pour rétablir leur autorité. La deuxième expédition de Mir Ali Bey, en 1589, se solde par un échec. Rejoint par une nouvelle flotte portugaise à Mombassa, il est acculé à la fuite et se constitue prisonnier afin d'échapper à une tribu africaine réputée pour son anthropophagie. Le corsaire ottoman est finalement envoyé au Portugal où il se convertit au catholicisme tandis que les autres Turcs rescapés sont envoyés aux galères.
Il existe un débat historiographique quant à la lecture qu'il faut faire des expéditions ottomanes en Afrique de l'Est. Si, pour certains historiens, elles démontrent la fragilité de la position des Portugais en Afrique et la menace constituée par les incursions ottomanes dans l'océan Indien, pour d'autres, les succès initiaux des Ottomans ne s'expliquent que par le fait qu'ils utilisent les techniques de la course, organisant un raid avec de faibles moyens et bénéficiant ainsi de l'effet de surprise. Une fois alertés du danger, les Portugais réagissent avec efficacité.

## Contexte

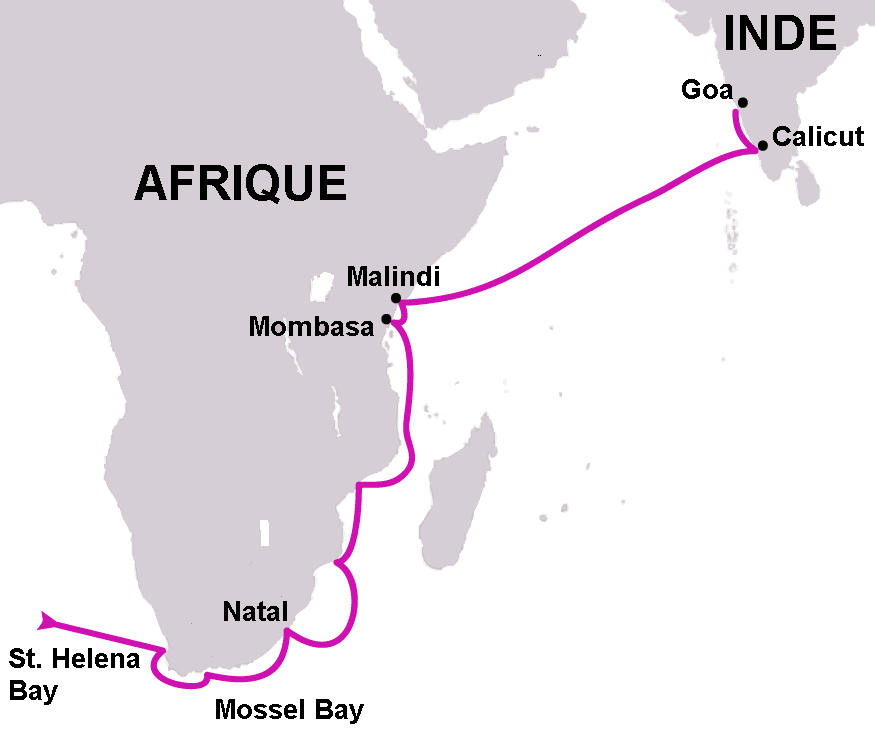
Le contournement de l'Afrique par Vasco de Gama ouvre la route des Indes. Le contrôle des escales de la côte orientale de l'Afrique de l'Est devient stratégique pour les Portugais.

Le voyage de Vasco de Gama en 1497 permet aux Portugais d'ouvrir une nouvelle route des épices en contournant l'Afrique pour rejoindre l'Inde. Pour contrôler cette voie, ils fondent l'Estado da Índia qui a autorité non seulement sur les comptoirs fondés dans le sous-continent indien mais aussi sur la multitude de cité-états côtières d'Afrique de l'Est s'étendant depuis le Mozambique jusqu'à la Somalie et dont les souverains reconnaissent l'autorité portugaise. Cette mainmise sur le pourtour de l'océan Indien reste incontestée durant tout le début du XVIe siècle. Bien que certaines populations riveraines de l'océan Indien aient une tradition maritime bien établie, tels le sultanat du Gujarat ou le sultanat d'Aceh, ils ne disposent ni des technologies, ni des moyens humains pour rivaliser avec les Portugais. Quant aux grands empires de la région, la Perse séfévide, l'empire moghol ou le royaume de Vijayanâgara en Inde, ils ne possèdent pas la maîtrise des mers.
L'entrée d'un nouvel acteur dans l'océan Indien, l'Empire ottoman qui est, à l'époque, la première puissance maritime de la Méditerranée, va mettre en péril la suprématie portugaise. La conquête de l'Égypte par les Turcs en 1517 leur permet de baser une flotte à Suez, au fond de la mer Rouge. Leur nouveau rôle de gardiens des lieux saints de l'Islam après la prise de Médine et de La Mecque leur donne la responsabilité d'assurer la sécurité des pèlerins. Ceci ajouté à l'importance commerciale de Jeddah, terminal de la route des épices, les conduit à faire de la mer Rouge un lac ottoman. Cette fonction, ainsi que le titre de calife que portent les sultans ottomans et qui en fait les commandeurs des croyants, leur donne un immense prestige auprès des populations musulmanes de l'océan Indien, ce qui facilite les incursions ottomanes dans cette région.

## Première expédition ottomane

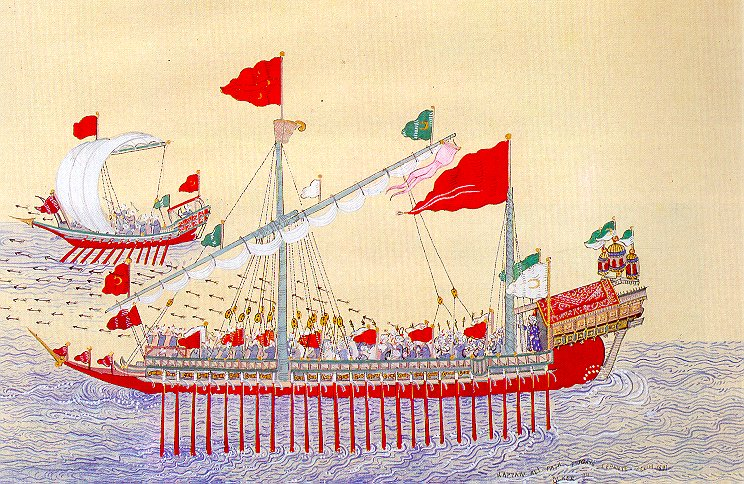
Miniature représentant une galère ottomane

En 1585, Mir Ali Bey appareille à bord d'une unique galère du port de Suez, en mer Rouge, en direction des rivages africains de l'océan Indien. Il mène une série de raids sur la côte de Malindi (actuel Kenya), pillant les biens portugais. Il reçoit l'aide des populations musulmanes de la côte, heureuses de se libérer de l'autorité portugaise, et plusieurs souverains africains, qui pensent que la galère de Mir Ali Bey constitue l'avant-garde d'une force ottomane plus importante, prêtent allégeance au sultan ottoman Murad III. Le corsaire parvient ainsi à établir une suzeraineté ottomane temporaire le long des côtes depuis Mogadiscio jusqu'à Mombassa.
La plus grosse prise des Ottomans est un navire marchand portugais, une fuste, contenant des biens de grande valeur. Ils arraisonnent le bateau avec la complicité du souverain de l'île de Lamu qui, après avoir promis sa protection aux Portugais, laisse les corsaires ottomans s'emparer du navire dont le capitaine, Roque de Brito, est fait prisonnier, les Ottomans espérant obtenir de lui une rançon conséquente. À la suite de cette prise, ils entament leur retour vers la mer Rouge chargés de leur butin.

## Rétablissement de l'ordre par les Portugais

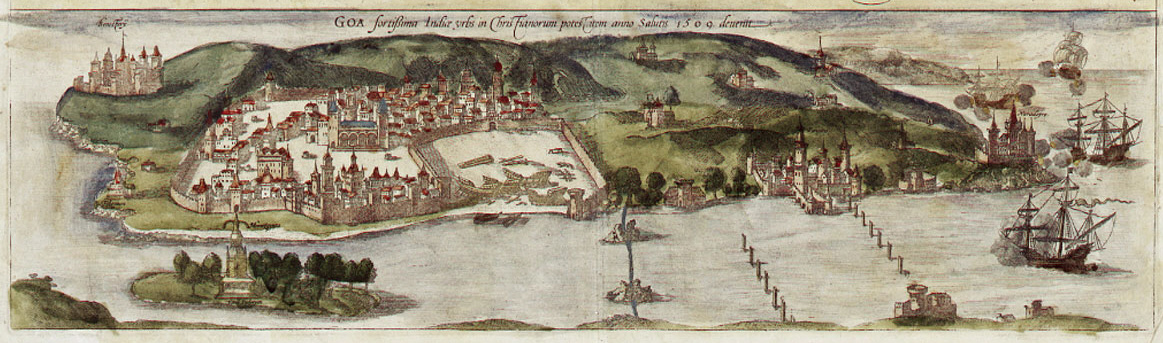
Goa en Inde, d'où part l'expédition portugaise

Les autorités de l'Inde portugaise, alertées par cette incursion ottomane dans leurs possessions et voyant en ce raid une tentative pour les pousser hors des côtes africaines et, par conséquent, menacer leur suprématie sur la route des Indes, réagissent promptement. Le vice-roi des Indes Duarte de Meneses assemble une flotte composée de deux galions, trois galères et douze galiotes avec 650 soldats à leur bord qui appareille de Goa le 6 janvier 1587 et atteint les côtes africaines le 28. Les Portugais entendent discipliner leurs vassaux, châtiant ceux qui les ont trahis et récompensant ceux qui leur ont été fidèles. Leur première cible est la cité d'Ampaza, sur l'île de Pate. Le souverain local, le sultan Estrambadur, croyant à l'arrivée de renforts ottomans, envoie une embarcation à la rencontre des navires ancrés au large. Réalisant leur erreur, les émissaires rebroussent chemin. Le sultan prépare alors sa défense mais est vaincu par le corps expéditionnaire qui rase la localité. Les Portugais font ensuite cap au sud vers Mombassa, rétablissant le réseau d'allégeances portugais. Ils font halte à Malindi où le sultan, qui leur est resté fidèle, leur fait un accueil triomphal et les accompagne jusqu'à Mombassa, leur cible principale en raison de la collaboration active de ses habitants avec les Ottomans. Ils font le siège de la ville qu'ils prennent rapidement tandis que les forces adverses fuient dans les bois. Ils entreprennent ensuite de détruire la cité, et ne cessent que lorsque les habitants reviennent avec un drapeau blanc implorer leur grâce. Ils quittent finalement la ville après avoir reçu un payement de 4 000 cruzados pour « couvrir les frais de l'expédition » et retournent à Goa, faisant escale au passage à Socotra et Ormuz.

## Seconde expédition ottomane
Alors que les Portugais ont rétabli l'ordre dans leurs possessions africaines, Mir Ali Bey prépare son retour à Suez. Les préparatifs de son expédition sont retardés par le manque de bois dans la région. Les sultans musulmans de la côte africaine lui dépêchent deux envoyés afin de le supplier de revenir au plus vite pour les venger des Portugais. Le corsaire ottoman parvient finalement à réunir une flottille constituée de quatre galères et du navire portugais capturé lors de l'expédition précédente et appareille en 1589. Alors que la première expédition constituée d'une seule galère est passée inaperçue, le réseau d'espions dont dispose l'Empire portugais le long des côtes détecte la force ottomane et a le temps d'en prévenir les comptoirs.
Les Ottomans font une première halte à Mogadiscio, ville somalienne peuplée de musulmans où Mir Ali Bey est accueilli en triomphe par la population qui le supplie de rester pour en devenir le protecteur. Il continue cependant sa route vers le sud, visitant d'autres cités musulmanes côtières qui lui versent de l'argent, par peur, par la contrainte ou de leur propre volonté. La cible principale de Mir Ali est Malindi et son souverain favorable aux Portugais. Les Ottomans arrivent au large de la cité la nuit, prévoyant de l'attaquer à l'aube. Ils ignorent cependant que le gouverneur portugais de la côte, Mateus Mendes de Vasconcelos y est stationné et que, prévenu de l'arrivée de l'ennemi avant même sa sortie de la mer Rouge, il a envoyé une galiote alerter le vice-roi des Indes et pris des dispositions pour la protection de Malindi. Il fait amener des pièces d'artillerie sur une dune à proximité des navires des assaillants et les fait bombarder. Bien que l'attaque, qui s'effectue de nuit, ne cause pas de dommages importants à la flottille ottomane, elle la prend au dépourvu et elle décide donc de lever l'ancre pour faire cap vers Mombassa et revenir plus tard à Malindi.

## Confrontation avec la flotte des Indes

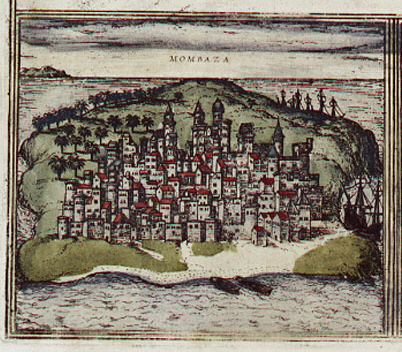
Représentation de Mombassa à la fin du XVI.

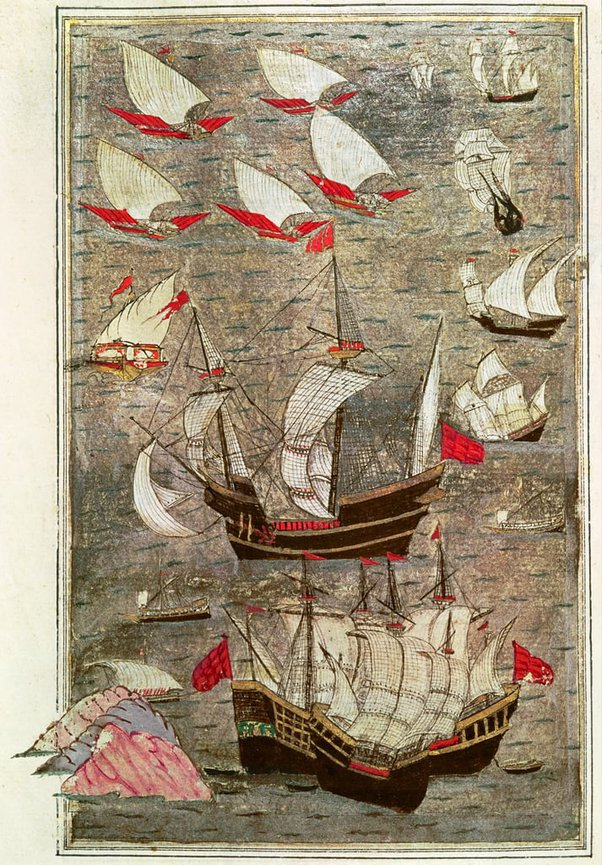
Flotte ottomane dans l'Océan Indien au XVI.

Dès que Manuel de Sousa Coutinho, le vice-roi des Indes est prévenu de l'incursion des corsaires ottomans, il organise la contre-offensive. Une flotte de deux galéasses, cinq galères, six galiotes, et six voiliers chargés de 900 hommes sous le commandement du frère du gouverneur, Tomé de Sousa Coutinho est formée.
L'expédition quitte Goa le 30 janvier 1589 avec un vent favorable et arrive en vue des rivages africains le 20 février, après avoir essuyé une forte tempête. Les Portugais font tout d'abord escale à Brava sur la côte somalienne. Là, ils sont informés des mouvements des corsaires en direction de la côte de Malindi. Ils se mettent aussitôt à leur poursuite, mettant cap vers le sud. Alors qu'ils refont des provisions d'eau sur l'île de Lamu, le commandant reçoit un message du capitão da costa Mateus Mendes de Vasconcelos lui indiquant que Mir Ali Bey a poursuivi vers Mombassa. Immédiatement, il donne l'ordre à l'expédition de se diriger vers ce comptoir. Il fait une brève halte de nuit à Malindi pour faire une visite de courtoisie au souverain local allié des Portugais et poursuit sa route avec ce dernier à bord.
La flotte arrive devant Mombassa le 5 mars et y trouve Mir Ali Bey et ses corsaires qui ont organisé leur défense à l'intérieur d'un fort à l'entrée du port. Très vite, ils sont débordés par les troupes portugaises, bien plus nombreuses, et Mir Ali prend la fuite à cheval vers la ville où se trouve le sultan de Mombassa. Les Portugais réduisent entièrement la résistance ottomane et se saisissent de deux de leurs galères chargées d'un butin d'or, d'argent, d'ambre, d'étoffes et d'esclaves.
Dans le même temps, une coïncidence de l'histoire se produit. Une tribu africaine dénommée Zimba ou Zamba (« ua nação de cafres, chamados Zimbas ») entreprend une conquête de la côte. Ce groupe, que les chroniques portugaises décrivent comme une population anthropophage originaire de la Zambézie, fuit la famine touchant cette région de l'intérieur de l'Afrique dans les années 1580 à la recherche de nouvelles terres. Après avoir attaqué la côte située en face des îles Quirimbas et pillé Kilwa, ils s'apprêtent à franchir le chenal séparant Mombassa du continent à marée basse alors même que l'affrontement entre Portugais et Ottomans a lieu,. Devant le danger, les Turcs et les musulmans locaux ayant trouvé refuge dans les forêts de l'île pour fuir l'avancée portugaise accourent vers les navires ennemis qui sont sur le départ, les suppliant de les prendre à bord.
Le commandant portugais accepte d'embarquer autant de réfugiés que la sécurité des navires le permet, Mir Ali Bey ainsi que trente autres Turcs et un nombre indéterminé de musulmans locaux se retrouvent ainsi dans les embarcations portugaises. Lorsqu'il se trouve en présence du commandant ennemi, Mir Ali Bey le salue avec respect, « comme un serviteur à son maître », et lui déclare :
« Não me espanto de minha adversa fortuna, porque são sucessos de guerra; e mais quero ser cativo de cristãos (de quem já outra vez o fui em Espanha) que ser comido pelos zimbas bárbaros, e desumanos. »
« Je n'ai pas peur de ma fortune adverse, car ce sont les vicissitudes de la guerre ; et je préfère être prisonnier de chrétiens (desquels je l'ai déjà été une autre fois en Espagne) plutôt que d'être mangé par les Zimbas barbares et inhumains. »
Le jour suivant, le 15 mars 1589, les Portugais lèvent l'ancre avec pour objectif de rétablir la souveraineté de l'empire sur la côte swahilie. Ils rétablissent sur leur trône les sultans renversés par des rebelles aidés des Ottomans comme c'est le cas du souverain de Pemba et châtient ceux qui ont collaboré avec l'ennemi, tel le sultan de Lamu qui est décapité. La fin de l'expédition portugaise est triomphale et, lors de son arrivée à Malindi, des festivités sont organisées. Les notables africains qui montent à bord des navires sont impressionnés de voir les Turcs réduits à l'état de captifs et louent la toute-puissance des Portugais.

## Retour de l'expédition portugaise en Inde
Il est décidé de laisser deux navires à Malindi afin de protéger la ville des assauts de la tribu Zamba et le reste de la flotte avec à son bord les prisonniers de Mombassa repart pour l'Inde le 15 avril. Après une halte pour refaire des provisions sur l'île de Socotra, elle atteint Goa le 16 mai 1589. Le vice-roi, informé du succès de l'expédition, se rend à bord du navire amiral pour féliciter ses troupes et faire la rencontre du commandant ottoman Mir Ali Bey. Le corsaire se jette à ses pieds mais le Portugais le fait se relever et s'enquiert de son état. Ce dernier indique qu'il est « comme un esclave de votre seigneurie » (« como escravo de Vossa Senhoria »). Le vice-roi le réconforte alors, lui disant de ne pas perdre espoir, indiquant qu'il a lui aussi été captif sur la côte de Malabar avant de devenir gouverneur. Mir Ali Bey est finalement envoyé au Portugal où il se fait catholique. En revanche, les autres captifs sont envoyés aux galères.

## Impact des raids ottomans

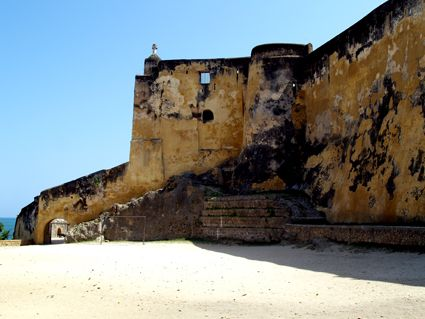
Photographie du Fort Jesus de Mombassa, construit à la suite des raids ottomans.

Pour certains historiens, les raids de Mir Ali Bey constituent un succès pour les Ottomans et montrent la fragilité de la position portugaise dans la région. Ainsi, selon G. V. Scammell, « les incursions [des Turcs ottomans] dans l'océan Indien alarmèrent l'Estado [da India] et démontrèrent de manière humiliante la fatuité de leurs prétentions, de manière la plus notoire quand en 1585-86 Mir Ali Bey, avec un seul navire, balaya les Portugais de l'ensemble de la côte swahilie en Afrique à l'exception de Malindi ». Selon Halil İnalcık, la première expédition de Mir Ali Bey eut pour résultat le fait que « les Portugais admirent que les Ottomans avaient désormais la mainmise sur la côte africaine faisant face à l'Inde et avaient la capacité de couper leurs communications avec le Portugal ». En revanche Svat Soucek souligne que les faits d'armes des Ottomans dans l'océan Indien ont été surévalués dans l'historiographie moderne ;
«  Mir Ali fut le dernier corsaire [ottoman] majeur connu exerçant dans les eaux de l'océan Indien. Son cas confirme catégoriquement la portée de ma thèse : que l'empire ottoman n'eut jamais une présence officielle stratégiquement planifiée là bas. Si néanmoins nous souhaitons insister sur son existence au travers du prisme des exploits de Mir Ali Bey, nous pouvons seulement la qualifier de pathétique. Le Puissant empire ottoman lançant un raid, avec une seule galère, balayant les Portugais hors de la côte africaine, prouvant ainsi la fatuité des prétentions lusitaniennes ? Le premier raid fonctionna surtout à cause de son insignifiance initiale : la galère solitaire de Mir Ali Bey échappa à la surveillance du réseau de renseignement portugais en mer Rouge et put mener sa campagne en raison de l'avantage de toujours des pirates et corsaires : l'effet de surprise. Après que l’Estado da India eut été alerté du danger, il redressa efficacement la situation en envoyant une vraie flotte de guerre vers la côte africaine. Le second raid fut une réplique exacte du premier, à la différence qu'il était d'ampleur plus importante et avec un épilogue absolument poignant. »
M. D. D. Newitt, spécialiste du Mozambique, rapporte que l'incursion des Ottomans à Mombassa fait prendre conscience aux Portugais l'importance qu'il y a à mieux protéger leurs possessions situées au nord de la côte swahilie. De ce fait, ils initient en 1593 les travaux de Fort Jesus à Mombassa et créent dans cette même ville une capitainerie qui vient s'ajouter à la capitainerie de Sofala plus au sud. La limite entre les deux juridictions fixée sur le cap Delgado préfigure la frontière entre le Mozambique et la Tanzanie.